# Elisabeth van Brunswijk
Elisabeth van Brunswijk (ca. 1235 – 27 mei 1266) was een dochter van de Welfische hertog Otto I van Brunswijk. Ze was getrouwd met graaf Willem II en de moeder van graaf Floris V van Holland. Ze werd echter geen voogd toen Willem II bij Hoogwoud door het ijs zakte en door West-Friezen werd gedood.

## Levensloop
Elisabeth werd geboren binnen het Duitse Rijk en had vijf broers en vier zusters.
Op 25 januari 1252 huwde Elisabeth met de in 1247 tot Rooms-koning gekozen graaf Willem II van Holland, zelf werd ze daardoor ook Rooms-koningin. Volgens legende zou de burcht waar het echtpaar de huwelijksnacht doorbracht, in brand zijn gezet, Elisabeth wist haar man te redden door via een geheime gang de vlammen te omzeilen.
In 1255 zou Elisabeth nog enige tijd ontvoerd zijn geweest.
Ze werd bijgezet in de Abdijkerk van Middelburg. In 1282 werd ook het lichaam van Willem II hier bijgezet, nadat het jarenlang in Hoogwoud begraven was geweest.

## Voorouders
| Voorouders van Elisabeth van Brunswijk (1235-1266 | Voorouders van Elisabeth van Brunswijk (1235-1266                        | Voorouders van Elisabeth van Brunswijk (1235-1266                        | Voorouders van Elisabeth van Brunswijk (1235-1266                        | Voorouders van Elisabeth van Brunswijk (1235-1266                        | Voorouders van Elisabeth van Brunswijk (1235-1266                                   | Voorouders van Elisabeth van Brunswijk (1235-1266                                   | Voorouders van Elisabeth van Brunswijk (1235-1266                                   | Voorouders van Elisabeth van Brunswijk (1235-1266                                   |
| ------------------------------------------------- | ------------------------------------------------------------------------ | ------------------------------------------------------------------------ | ------------------------------------------------------------------------ | ------------------------------------------------------------------------ | ----------------------------------------------------------------------------------- | ----------------------------------------------------------------------------------- | ----------------------------------------------------------------------------------- | ----------------------------------------------------------------------------------- |
| Overgrootouders                                   | Hendrik de Leeuw (1129/30-1195) ∞ Mathilde Plantagenet (1156-1189)       | Hendrik de Leeuw (1129/30-1195) ∞ Mathilde Plantagenet (1156-1189)       | Waldemar I van Denemarken (1131-1182) ∞ Sophia van Minsk (1141-1198)     | Waldemar I van Denemarken (1131-1182) ∞ Sophia van Minsk (1141-1198)     | Otto I van Brandenburg (1127-1184) ∞ Adelheid (-)                                   | Otto I van Brandenburg (1127-1184) ∞ Adelheid (-)                                   | Koenraad II van Lausitz (1159-1210) ∞ Elisabeth van Polen (1152-1209)               | Koenraad II van Lausitz (1159-1210) ∞ Elisabeth van Polen (1152-1209)               |
| Grootouders                                       | Willem van Lüneburg (1184-1213) ∞ 1202 Helena van Denemarken (1180–1233) | Willem van Lüneburg (1184-1213) ∞ 1202 Helena van Denemarken (1180–1233) | Willem van Lüneburg (1184-1213) ∞ 1202 Helena van Denemarken (1180–1233) | Willem van Lüneburg (1184-1213) ∞ 1202 Helena van Denemarken (1180–1233) | Albrecht II van Brandenburg (1175-1220) ∞ 1205 Mathilde van de Lausnitz (1185-1255) | Albrecht II van Brandenburg (1175-1220) ∞ 1205 Mathilde van de Lausnitz (1185-1255) | Albrecht II van Brandenburg (1175-1220) ∞ 1205 Mathilde van de Lausnitz (1185-1255) | Albrecht II van Brandenburg (1175-1220) ∞ 1205 Mathilde van de Lausnitz (1185-1255) |
| Ouders                                            | Otto het Kind (1204-1252) ∞ 1228 Machteld van Brandenburg (1210-1261)    | Otto het Kind (1204-1252) ∞ 1228 Machteld van Brandenburg (1210-1261)    | Otto het Kind (1204-1252) ∞ 1228 Machteld van Brandenburg (1210-1261)    | Otto het Kind (1204-1252) ∞ 1228 Machteld van Brandenburg (1210-1261)    | Otto het Kind (1204-1252) ∞ 1228 Machteld van Brandenburg (1210-1261)               | Otto het Kind (1204-1252) ∞ 1228 Machteld van Brandenburg (1210-1261)               | Otto het Kind (1204-1252) ∞ 1228 Machteld van Brandenburg (1210-1261)               | Otto het Kind (1204-1252) ∞ 1228 Machteld van Brandenburg (1210-1261)               |